# Batalha de Mossul (2014)
A queda de Mossul ou Batalha de Mossul ocorreu entre 4 e 10 de junho de 2014 quando os insurgentes do Estado Islâmico (Daesh), aliados a tribos e grupos armados sunitas, lançaram uma ofensiva relâmpago em todo o norte do Iraque e capturaram cidade de Mossul em menos de uma semana, derrotando uma força superior.
Em janeiro de 2014, o Estado Islâmico assumiu o controle de Faluja e Ramadi, incitando conflitos com o exército iraquiano. Em 4 de junho, os insurgentes começaram seus esforços para capturar Mossul. O exército iraquiano possuía 30 mil soldados e outros 30 mil policiais federais estacionados na cidade, enfrentando uma força de ataque de 1.500 membros. No entanto, depois de seis dias de combates, a cidade, o Aeroporto Internacional de Mossul e os helicópteros localizados ali caíram sob o controle dos jiadistas. Cerca de 500 mil civis fugiram da cidade, devido ao conflito.
As forças iraquianas iniciariam uma ofensiva em 17 de outubro de 2016 para Batalha de retomar a cidade, conseguindo êxito em seus objetivos no final de julho de 2017.